# Цриевич Туберон, Людовик
Людовик Цриевич Туберон (хорв. Ludovik Crijević Tuberon, лат. Ludovicus Cerva Tubero, 1459, Дубровник — 1527, там же) — хорватский историк, писатель.

## Биография
Родился в знатной семье, учился в Париже философии, богословию и математике. В двадцатипятилетнем возрасте вступил в бенедиктинский орден. В течение 20 лет работал над исторической прозой в монастыре Св. Иакова в Вишнице под Дубровником.

## Труды
Главный труд Цриевича — историческая хроника Commentaria temporum suorum (Комментарии к нашему времени, опубл. 1603 во Франкфурте, в 1734 включена в Индекс запрещённых книг), которая воссоздает период между 1490 и 1522. Это один из основных источников по истории Королевства Венгрия в эпоху Ягеллонов. Ориентиры Цриевича в латинской прозе — Саллюстий и Тацит.